# 広木駅
広木駅（ひろきえき）は、鹿児島県鹿児島市田上町にある、九州旅客鉄道（JR九州）鹿児島本線の駅である。

## 歴史
当駅付近にかつて存在していた広木信号場については後述する。
広木信号場の廃止後しばらくして、星ヶ峯ニュータウンをはじめとした住宅造成が始まった1980年代ころから当駅設置を住民から求められていた。しかし、請願駅扱いとなることから鹿児島市が費用を負担することおよび採算面の問題があり、広木駅の設置に向けた協議がJR九州と鹿児島市の間で続けられてきた。
この協議がまとまり、2004年にJR九州と鹿児島市の間で広木駅設置に向けた基本協定が締結されることとなった。駅の設置費用は約1億8,494万円となり、負担額の割合は鹿児島市:JR九州 = 9:1となった。また、パークアンドライド等を促進するため、39台の駐車場や約200台の駐輪場が設置されることとなり、それらとトイレなどの周辺整備を鹿児島市が実施した。なお、広木駅の1日あたりの利用者は550人程度を見込んでいた。
開業初年度の乗車人員は1日当たり644人であったが、年々増加傾向にあり、2012年度の乗車人員は958人となっている。
新駅名は、地元の設置推進協議会が広木駅または星ヶ峯駅を採用するように要望していたもので、この地域の地名として広く定着しているということからJR側が広木駅を採用した。
2009年3月14日の開業式は、森博幸鹿児島市長を迎え、地元住民らが参加して挙行された。

### 年表
- 2009年（平成21年）3月14日：九州旅客鉄道（JR九州）の駅として開業[6][1]。
- 2012年（平成24年）12月1日：ICカードSUGOCAの利用を開始[7]。

## 駅構造

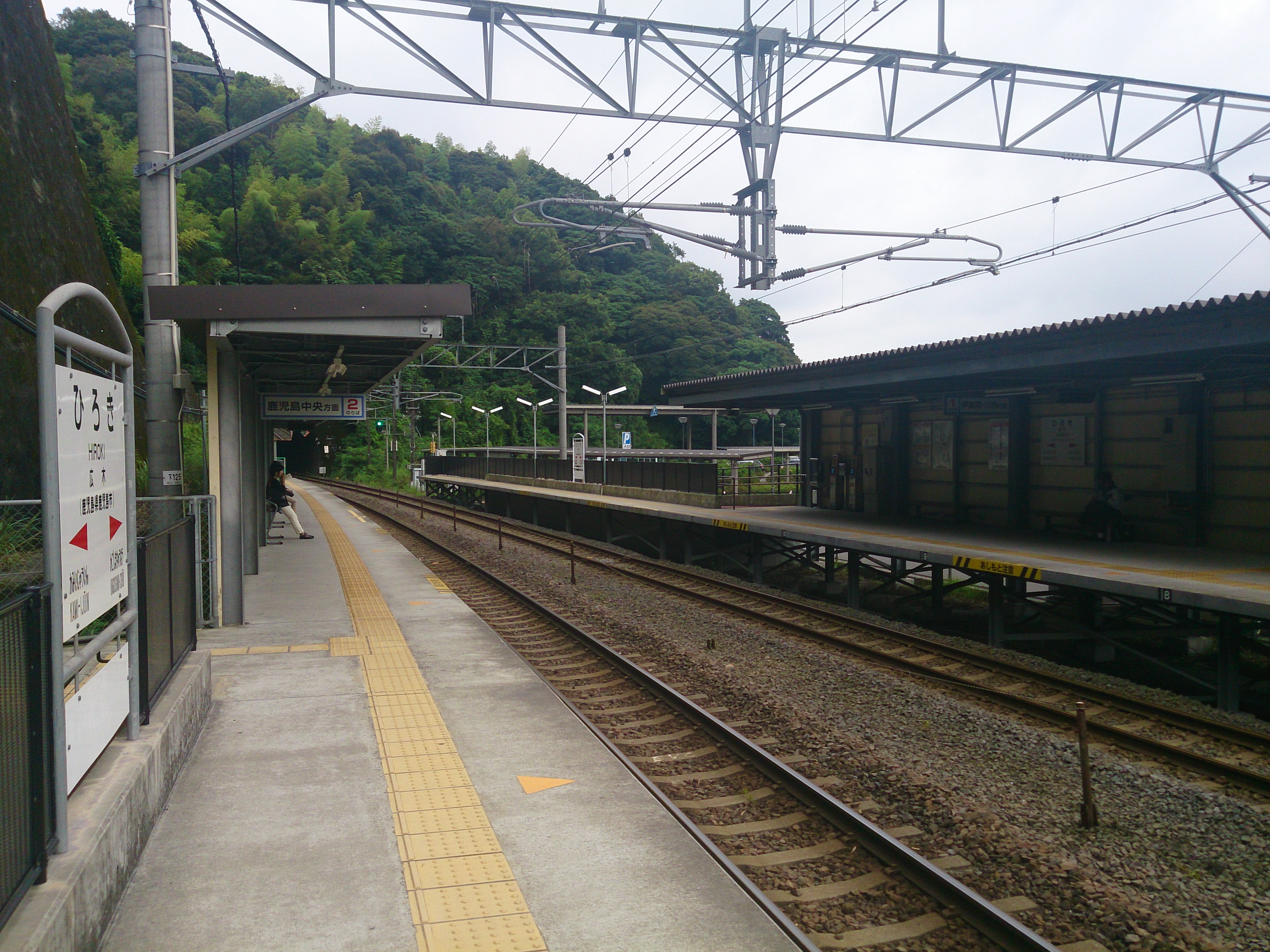
ホーム

相対式ホーム2面2線を有する地上駅。互いのホームは構内踏切で連絡している。
無人駅である。
IC乗車カード「SUGOCA」の利用が可能で（相互利用可能ICカードはSUGOCAの項を参照）、簡易SUGOCA改札機が設置されている。SUGOCAの販売、およびチャージの取り扱いは行っていない。
降車客のICカード以外の普通乗車券は駅の集札箱に投入、または車掌が回収する。
簡易自動券売機（ICカード非対応）が設置されている。

### のりば
| 番線 | 路線        | 方向 | 行先             |
| ---- | ----------- | ---- | ---------------- |
| 1    | ■鹿児島本線 | 上り | 伊集院・川内方面 |
| 2    | ■鹿児島本線 | 下り | 鹿児島中央方面   |

## 利用状況
2023年（令和5年）度の1日平均の乗車人員は1,156人である。
| 年度 | 1日平均 乗車人員 | 1日平均 乗降人員 |
| ---- | ---------------- | ---------------- |
| 2008 | 10               | 21               |
| 2009 | 643              | 1,238            |
| 2010 | 813              | 1,635            |
| 2011 | 893              | 1,814            |
| 2012 | 958              | 1,936            |
| 2013 | 983              | 1,969            |
| 2014 | 956              | 1,918            |
| 2015 | 984              | 1,971            |
| 2016 | 988              |                  |
| 2017 | 998              |                  |
| 2018 | 983              |                  |
| 2019 | 993              |                  |
| 2020 | 861              |                  |
| 2021 | 916              |                  |
| 2022 | 1,016            |                  |
| 2023 | 1,156            |                  |

## 駅周辺
- 星ヶ峯ニュータウン
- タイヨー 星ヶ峯店
- 鹿児島市立星峯中学校
- 鹿児島市立星峯東小学校

### バス路線
駅前ロータリー上に鹿児島交通「広木駅」停留所がある。
- 27・33：星ヶ峯ニュータウン
- 27・33：鹿児島駅
- 鹿児島市コミュニティバス「あいばす」広木・谷山往復ルート、炭床・三重野ルート

## 広木信号場

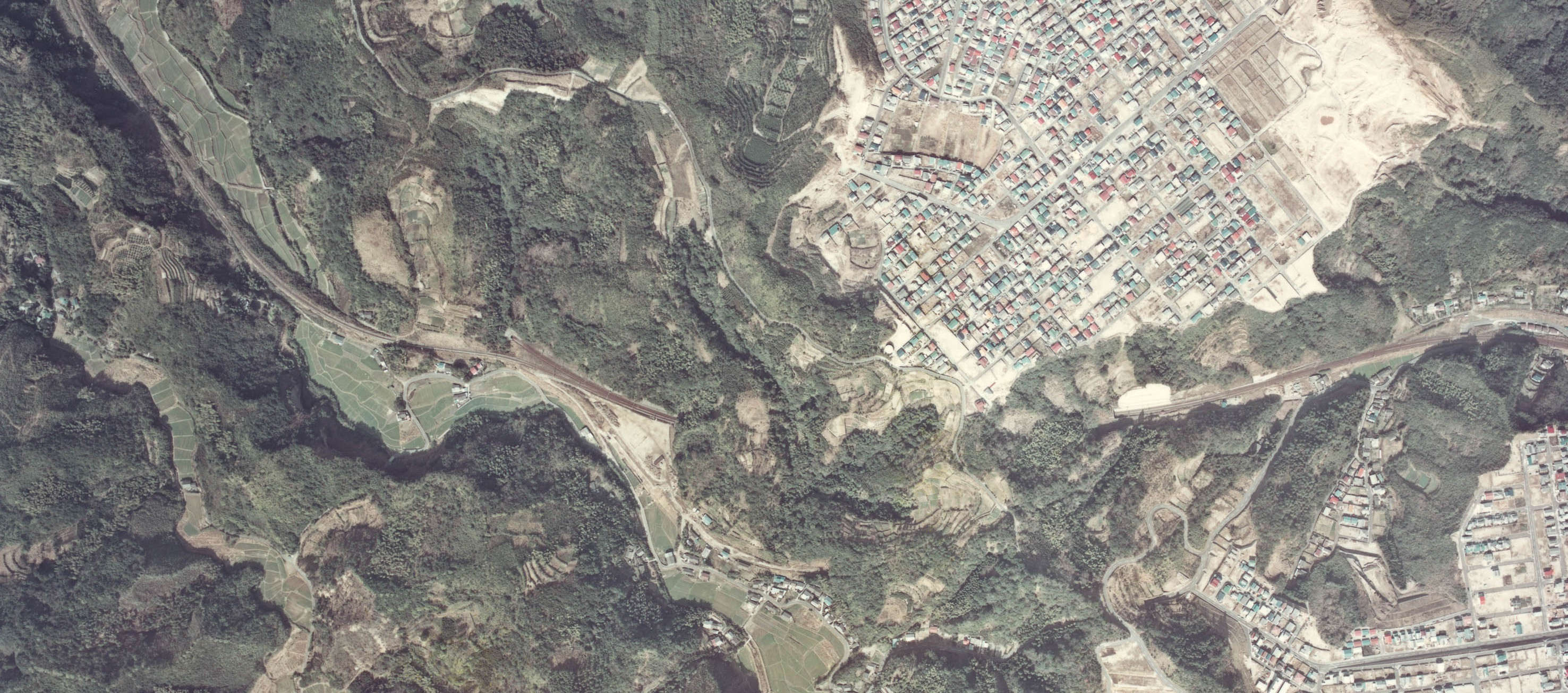
1974年当時の現在の広木駅付近の航空写真。既に複線化されているが、旧来の南回りのルートを通っていた広木トンネルはそのままであった。

広木信号場（ひろきしんごうじょう）は現在の広木駅付近に1957年（昭和32年）10月1日から1969年（昭和44年）9月27日まで存在していた信号場である。
当時この区間は単線であったため、列車交換のために設置されていた。キロ程は上伊集院駅から5.4 km、西鹿児島駅（現鹿児島中央駅）から4.2 kmであった。現在の鹿児島本線の線形とは違い、現在の広木駅の鹿児島中央方にあるトンネルは存在せず、現在の鹿児島市道沿いを通り現トンネルとほぼ平行なトンネルを通っていた。構内はカーブが占めていた。この区間の鹿児島本線の複線化が完成したことにより廃止された。

## 隣の駅
九州旅客鉄道（JR九州）
■鹿児島本線
上伊集院駅 - 広木駅 - 鹿児島中央駅

## 参考資料
- 「JR九州 新博多駅ビルに79億円 08年度事業計画 設備投資合計372億円」 西日本新聞、2008年3月12日。
- 「平成21年春開業予定の新駅の駅名が決定しました!」 九州旅客鉄道、2008年9月24日。
- 『停車場変遷大事典 国鉄・JR編』 JTB 1998年